# Hypulia eleuthera
Hypulia eleuthera är en fjärilsart som beskrevs av Louis Beethoven Prout. Hypulia eleuthera ingår i släktet Hypulia och familjen mätare. Inga underarter finns listade i Catalogue of Life.